# Bernard Makuza

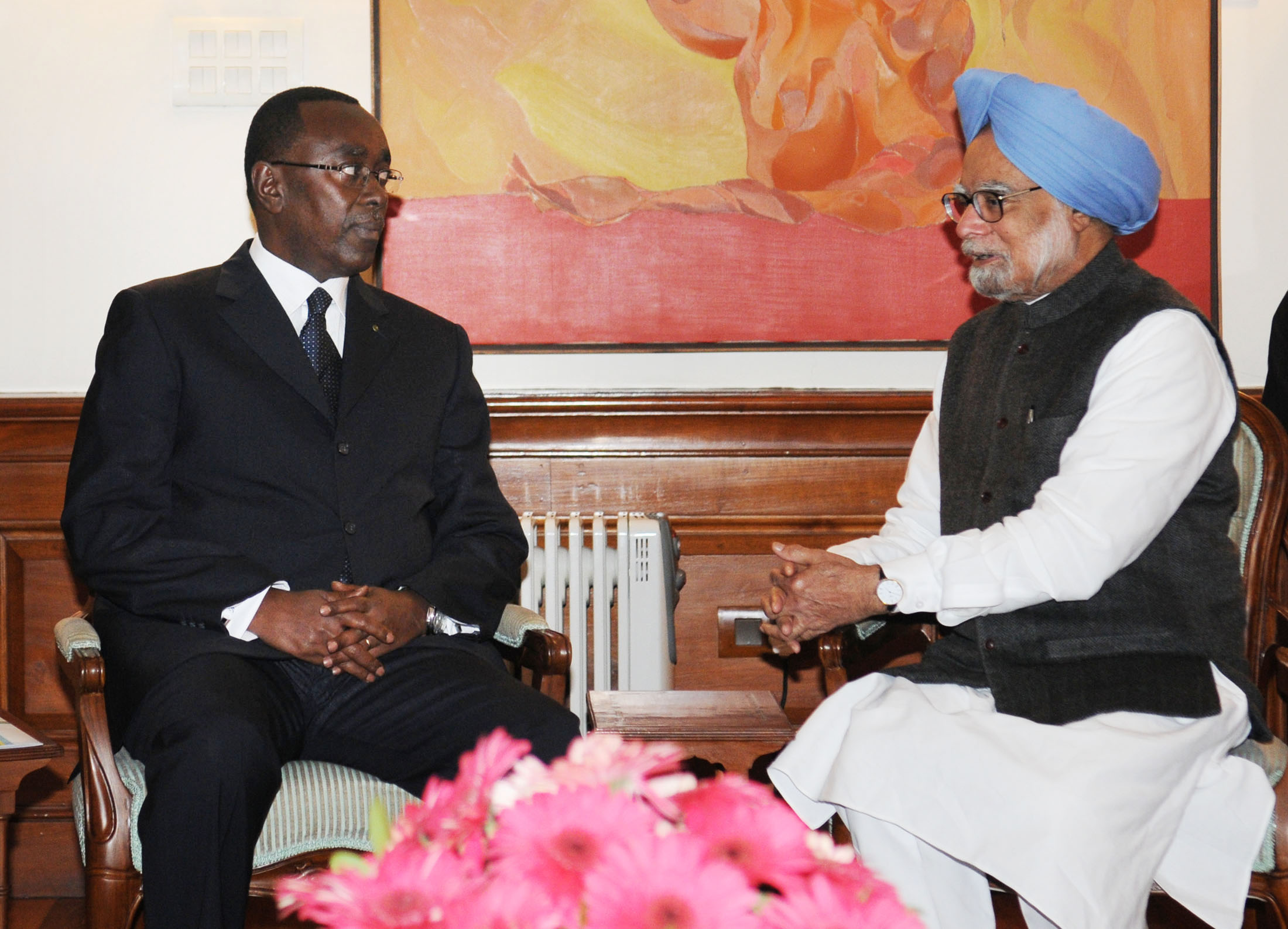
Il Premier Mazuka con il Premier Indiano

Bernard Makuza (Kigali, 19 dicembre 1961) è un politico ruandese, Primo ministro del Ruanda dal marzo 2000 all'ottobre 2011.

## Biografia
Esponente del Movimento Democratico Repubblicano (MDR), appartiene all'etnia hutu.
Prima di ricoprire la carica Primo ministro, Mazuka è stato ambasciatore del Ruanda in Germania. È stato nominato primo ministro dal vecchio presidente Pasteur Bizimungu dopo le dimissioni di Pierre-Célestin Rwigema a seguito di severe critiche della stampa ruandese e di una parte dei parlamentari.